# 料理の極意-男がつくる愛情料理-
『料理の極意 〜男がつくる愛情料理〜』（りょうりのごくい おとこがつくるあいじょうりょうり）は、2007年4月6日から同年9月28日までテレビ愛知で放送された料理番組。全26回。放送時間は毎週金曜 15:00 - 15:30 (JST) 。

## 概要
天野鎮雄がその日の男性ゲストとともに東海3県各地の料理店を訪れ、その店の経営者や料理長から直接指導を受けながら様々な料理作りに挑戦していた番組である。
ロケは訪れた店の厨房で行われるのが通例で、まずは店の経営者が見本で料理を作ってみせた後、天野たちが経営者から指導を受けながら料理作りに挑戦。途中1コーナーを挿みつつ料理を完成させ、経営者からその出来について評価を貰うというのがこの番組の基本的な流れだった。天野が作った料理と男性ゲストが作った料理のどちらが出来栄えがいいのかを競うなど、料理対決番組のようなゲーム性も持たせていた。
なお、この番組のエンディングテーマはmelody.の「Love Story」など、番組の放送内容からはかけ離れたタイアップ曲が起用されていた。

## 出演者
- 天野鎮雄 - この番組の看板出演者。ニックネームの「アマチン」で呼ばれることが多かった。
- 麻生夕稀 - アシスタントであると同時に、事実上の司会進行役でもあった。
- 各回のゲスト - 番組タイトルが示す通り、この番組にゲストで訪れる人物は男性のみに限られていた。
- 各回の料理指導者 - 出演者たちへの料理の指導は、主にその店の経営者や料理長が担当していた。

## スタッフ
- 制作 - マスタマスク
- 企画 - テレビ放送センター